# 中国人民解放军进军新疆纪念碑
中国人民解放军进军新疆纪念碑（維吾爾語：جۇڭگو خەلق ئازادلىق ئارمىيەسىنىڭ شىنجاڭغا كىرگەنلىك خاتىرە مۇنارى‎）是为纪念新疆和平解放后，中国人民解放军进军新疆，耗时数月完成控边布防任务的纪念碑。最初于1985年立于中国新疆维吾尔自治区乌鲁木齐市北门。1995年经过重新设计后，迁移至乌鲁木齐市人民广场。

## 位置
中国人民解放军进军新疆纪念碑位于中国新疆维吾尔自治区乌鲁木齐市人民广场南侧。

## 纪念背景
1949年9月，三区政府与中共中央、中国人民解放军第一野战军建立直接联络，并准备参加中国人民政治协商会议。9月25、26日，新疆警备总司令陶峙岳、新疆省政府主席包尔汉先后与在广州的中华民国政府断绝关系，并接受中国共产党的国内和平协定。新疆和平解放。
与此同时，彭德怀率领中国人民解放军第一野战军先后占领西安、兰州、西宁等中国西北地区。1949年9月28日，一野前委发出命令，以中国人民解放军第六军为右路军进军北疆地区，以中国人民解放军第二军为左路军进军南疆地区。在天气恶劣、物资匮乏、交通不便的条件下，中国人民解放军完成最远超过3000千米的行军路程，完成了对新疆全境布防、对边境线布控的任务。12月7日，三区民族军与解放军在迪化（今乌鲁木齐市）会师。

## 建设历史
中国人民解放军进军新疆纪念碑原为坐落在北门街心花园的中国人民解放军进军新疆纪念铜像。纪念铜像立于1985年9月30日，即新疆维吾尔自治区成立30周年之际。纪念铜像高3米，像座高12米。铜像为身披雨衣、手握钢枪的中国人民解放军战士。像座为花岗石，有白色大理石贴面。像座左、右面分别刻有解放军将领王震和王恩茂的题词，正、背面分别刻有关于建立纪念铜像的汉文和维吾尔文碑文。落成典礼上，参加自治区成立30周年庆典的中央代表团团长王震、中国共产党新疆维吾尔自治区委员会第一书记王恩茂、新疆维吾尔自治区人民政府主席司马义·艾买提为铜像揭幕。
1995年9月30日，即新疆维吾尔自治区成立40年前夕，经过重新设计的中国人民解放军进军新疆纪念碑从北门街心花园迁移至人民广场。中央政治局委员、书记处书记、国务院副总理、中央代表团团长姜春云、副团长铁木尔·达瓦买提、司马义·艾买提、于永波等人，原全国政协副主席王恩茂出席揭幕仪式。

## 形制
中国人民解放军进军新疆纪念碑平面呈正方形，坐南向北。碑高32.6米，由碑体、碑座、平台三部分组成，其中碑体高26.2米，表面贴厚12厘米的花岗石；碑座由每个面30平方米的四面组成；平台有2层，由新疆地产的红色花岗石铺制。
纪念碑北面为正面，此面碑体有王震题写的汉字“中国人民解放军进军新疆纪念”，东面为相同内容的维吾尔文；碑体南面有王恩茂题写的“人民解放军进军新疆，开创了新疆各族人民解放的新的历史时期”，西面为相同内容的维吾尔文。纪念碑碑座四面中两面为汉文和维吾尔文碑文，内容记载了中国人民解放军在1949年9月到12月进军新疆的历史；另两面为以中国人民解放军进军新疆和进疆后保卫边疆、建设边疆为主要内容的浮雕，浮雕由新疆画院画家龚建新创作。

## 活动
每年烈士纪念日，乌鲁木齐会举行向人民英雄敬献花篮仪式。仪式上，中国共产党新疆维吾尔自治区委员会，新疆维吾尔自治区人民代表大会常务委员会，新疆维吾尔自治区人民政府，中国人民政治协商会议新疆维吾尔自治区委员会，新疆军区，新疆生产建设兵团，各民主党派、新疆维吾尔自治区工商业联合会和无党派人士，乌鲁木齐市各族各界群众，中国少年先锋队会向中国人民解放军进军新疆纪念碑敬献花篮。